# Quelle bidonnade !
Quelle bidonnade !  est le troisième album de la série de bande dessinée Les Simpson, sorti le 27 août 2008, par les éditions Jungle. Il contient trois histoires : Maggie rentre à la maison, Homer contre le papier peint et Les Bières Boys.